# 1640 w polityce
Wydarzenia polityczne w 1640 roku.

## Zmarli
- 9 lutego Murad IV, sułtan turecki[1].